# 하비 스티븐스

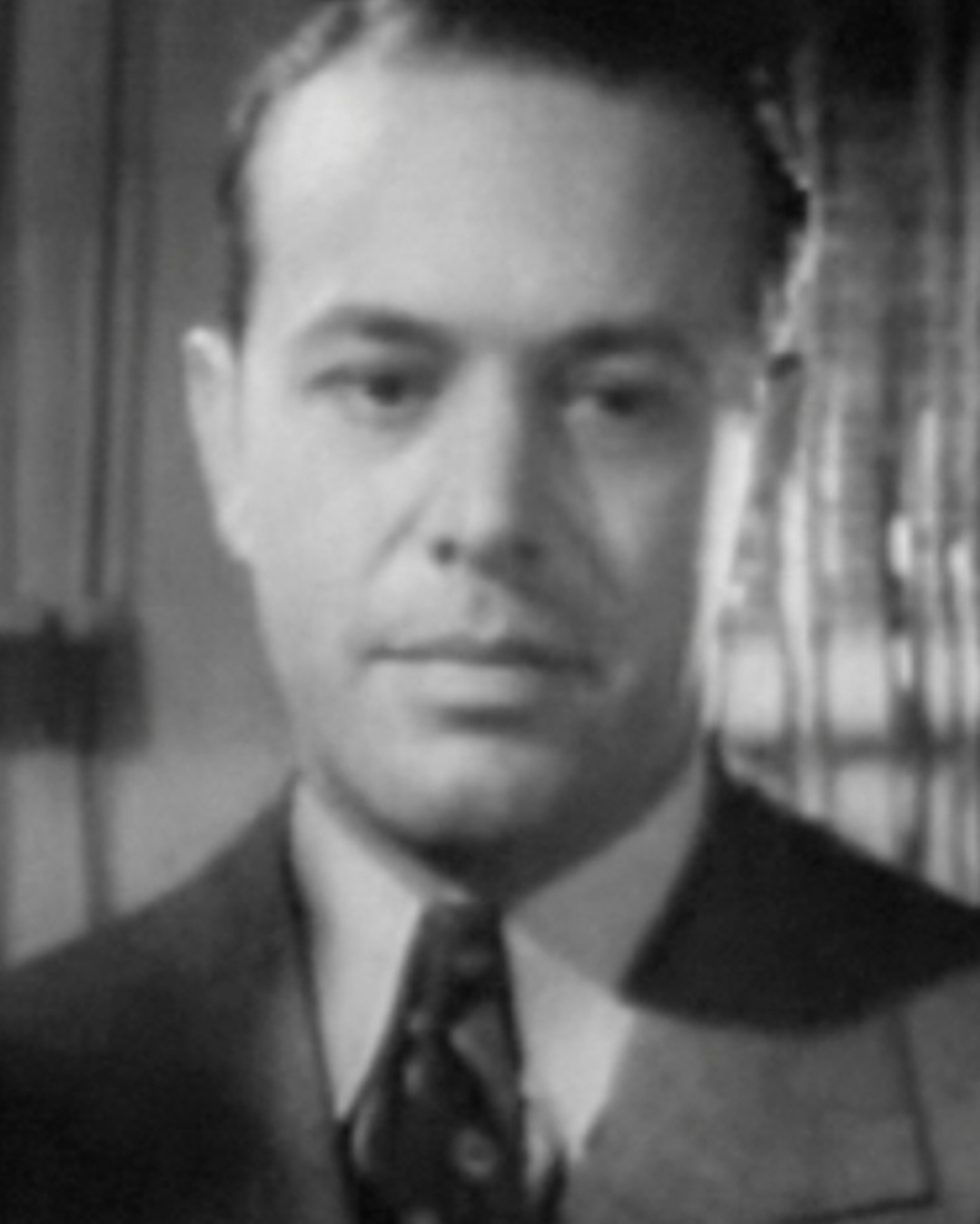

하비 스티븐스(Harvey Stephens, 1901년 8월 21일 ~ 1986년 12월 22일)는 미국의 배우, 연극 배우이다.
로스앤젤레스에서 태어났으며 러구나힐스에서 사망하였다.

## 영화
- 플라이트 댓 디스어피어드 (1961년)
- 4인의 무뢰한 (1960년)
- 보난자 (1959년)
- 페리 메이슨 (1957년)
- 셀 2455, 데스 로우 (1955년)
- 걸 인 더 레드 벨벳 스윙 (1955년)
- 요크 상사 (1941년)
- 일리노이의 에이브 링컨 (1940년)
- 달톤 4형제 (1940년) - 릭비 역
- 보 게스티 (1939년)
- 원 뉴욕 나이트 (1935년)
- 어느 날 밤의 살인사건 (1935년)
- 에벌린 프렌티스 (1934년)